# Argyroeides placida
Argyroeides placida là một loài bướm đêm thuộc phân họ Arctiinae, họ Erebidae.